# Granville Bantock

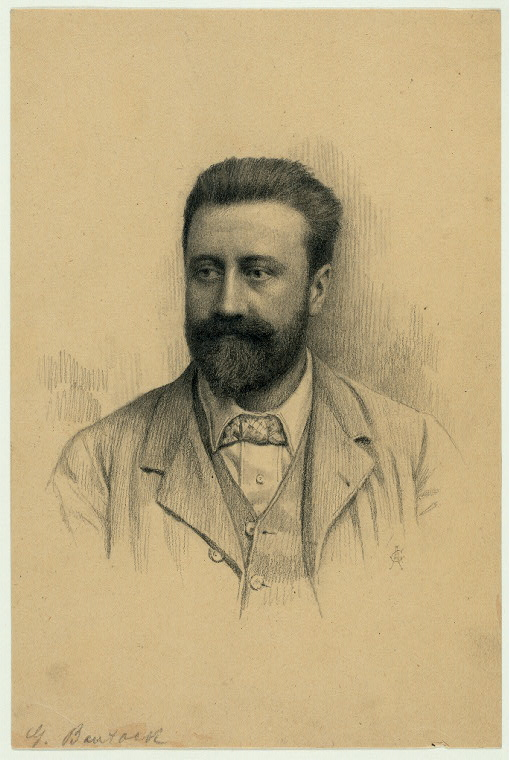
Granville Bantock

Granville Bantock (Londres, 7 de agosto de 1868 – 16 de octubre de 1946) fue un compositor británico de música clásica.
Íntimo amigo del joven compositor Havergal Brian, fue profesor de música en la Universidad de Birmingham desde 1908 hasta 1934, sucediendo en el cargo a Edward Elgar. En 1934, fue elegido Presidente de la Corporación del Trinity College of Music de Londres. Fue nombrado Caballero en 1930.
Su música estuvo influenciada por las canciones folclóricas de las Islas Hébridas (como queda patente, por ejemplo, en la Hebridean Symphony de 1915) y por la obra de Richard Wagner. Algunas de sus composiciones poseen un toque "exótico", por ejemplo el oratorio Omar Khayyám (1906-09). Entre sus trabajos más conocidos se encuentran la obertura The Pierrot of the Minute (1908) y la Pagan Symphony (Sinfonía Pagana, 1928).
Bantock fue fundamental en la fundación de la «Orquesta de la Ciudad de Birmingham» (más tarde, Orquesta Sinfónica de la Ciudad de Birmingham), cuya primera interpretación, en septiembre de 1920, fue la de su obertura Saul.